# Christian Balser
Christian Balser (* 11. April 1975 in Gießen) ist ein deutscher Radiomoderator, Redakteur und Sprecher.

## Leben
Balser studierte Germanistik und Politikwissenschaft an der Uni Gießen.
Nach ersten Moderationen ab 1999 bei Hit Radio FFH und Radio Primavera wechselte er 2001 zu RPR1, wo er den Vormittag übernahm. Im selben Zeitraum sendete er auch bei harmony.fm. 2004 ging Balser zu Jump, wo er u. a. die Morningshow und die Teamspiel-Sendung „Sektfrühstück“ moderierte. Ab Januar 2007 war Balser bei SR 1 Europawelle: Zuerst in „Der Morgen im Saarland“ mit Verena Sierra, dann ab August 2011 mit Elena Diekmann – jeweils als eines von zwei Frühteams. Daneben moderierte er auch die Info-Sendung „Stand der Dinge“. Seit Sommer 2014 waren er und Kerstin Mark alleiniges Frühteam bei SR 1 als „Balser & Mark. Dein Morgen“.
Im Dezember 2022 gab er seinen Abschied von SR1 und Wechsel zu SWR1 Rheinland-Pfalz bekannt. Dort moderiert er seit Januar 2025 in einem Team mit Claudia Deeg die Frühsendung "Guten Morgen Rheinland-Pfalz".
Balser hat eine Ausbildung als Sprecher und Synchronsprecher. Aktuell ist er Stationvoice von SR 1. Zudem ist er seit 2016 als männliche Trailerstimme für das erste Programm der ARD zu hören.
Von 2007 bis 2024 war er die Stationvoice des Jugendradios Unser Ding und von 2010 bis 2024 von Hit Radio FFH. 